# Joachim de Dreux-Brézé
Joachim, marquis de Dreux-Brézé (22 novembre 1710, Paris - 25 septembre 1781), est un général français.

## Biographie
Fils de Thomas de Dreux-Brézé et petit-fils de Michel Chamillart, il fut d'abord connu sous le nom de chevalier de Dreux. Il entra aux mousquetaires le 31 décembre 1728, eut une compagnie dans le régiment de Turenne le 10 mai 1730, et passa, avec sa compagnie, dans le régiment du commissaire-général de la cavalerie, le 20 du même mois. Il servit au siège de Kehl en 1733, à l'attaque des lignes d'Etlingen, au siège de Philippsbourg en 1734, et à l'affaire de Clansen en 1735. 
Devenu colonel du régiment d'infanterie de Guyenne par commission du 16 avril 1738, il le commanda à l'armée de Westphalie, en 1741, et sur les frontières de Bohême et de Bavière en 1742 et 1743. Nommé colonel-lieutenant du régiment royal de la marine par commission du 26 mai 1745, il se démit du régiment de Guyenne, et alla joindre son nouveau régiment, à l'armée de Flandre, où il servit aux sièges des villes et citadelles de Tournai, d'Oudenarde, de Dendermoude et d'Ath. 
Promu brigadier des armées du roi, il se trouva au siège de Bruxelles au mois de février 1746. Employé à l'armée du roi, par lettres du 1er mai suivant, il combattit à la bataille de Rocourt le 11 octobre. Il reçut une blessure à la bataille de Lauffeld le 2 juillet 1747 et servit au siège de Maastricht en 1748. 
Passé maréchal de camp, il se démit du régiment royal de la marine. Il fut employé comme maréchal de camp, au camp de Mézières, sous le marquis de Brezé, son frère, par lettres du 13 juin 1753. Il obtint, par retenue du 10 mars 1754, la charge de grand maître des cérémonies de France, vacante par la mort de son frère. Il prit le nom de marquis de Dreux le 27 mai 1755 en se mariant. 
Employé comme maréchal de camp, sur les côtes d'Aunis, par lettres du 31 décembre 1745. Il eut la permission de revenir, le 23 novembre 1756. Employé à l'armée d'Allemagne, le 1er mars 1757, il s'empara de Paderborn, au mois de juin, combattit à Hastembeck, au mois de juillet, et rentra en France, après la capitulation de Clostersevern. Employé à la même armée, par lettres du 16 mars 1758, il se trouva à la bataille de Krefeld, et se distingua d'une manière toute particulière, à l'attaque d'Herberen, sous les ordres du marquis de Poyanne. 
Il obtint le grade de lieutenant-général des armées du roi par pouvoir du 17 décembre 1759.
Marié à Louise-Jeanne-Marie de Courtarvel de Pezé, il est le père de Henri-Évrard de Dreux-Brézé.

## Sources
- Jean Baptiste Pierre Jullien de Courcelles, Dictionnaire historique et biographique des généraux français, depuis le onzième siècle jusqu'en 1820, Volume 9, 1823.